# 尾太鉱山
尾太鉱山（おっぷこうざん）は、青森県中津軽郡西目屋村にあった金属鉱山。近世には銀・銅を産して栄え、江戸時代末期の鉱山地区は津軽藩領内で弘前、青森に次ぐ人口を擁していた。
近代には開発と閉鎖を繰り返したが、太平洋戦争後に近代的な開発が行われると、高度成長期には黄鉄鉱・黄銅鉱・方鉛鉱・閃亜鉛鉱などを豊かに産出する、日本を代表する金属鉱山のひとつになった。1970年代には西目屋村の人口の1/3ほどを占め、村の基幹産業となっていたが、石油危機期に不振になり、1978年に閉山した。
鉱物収集者のあいだで世界的に高い人気のある菱マンガン鉱（ロードクロサイト）の産地「Oppu mine」として知られている。

## 地理

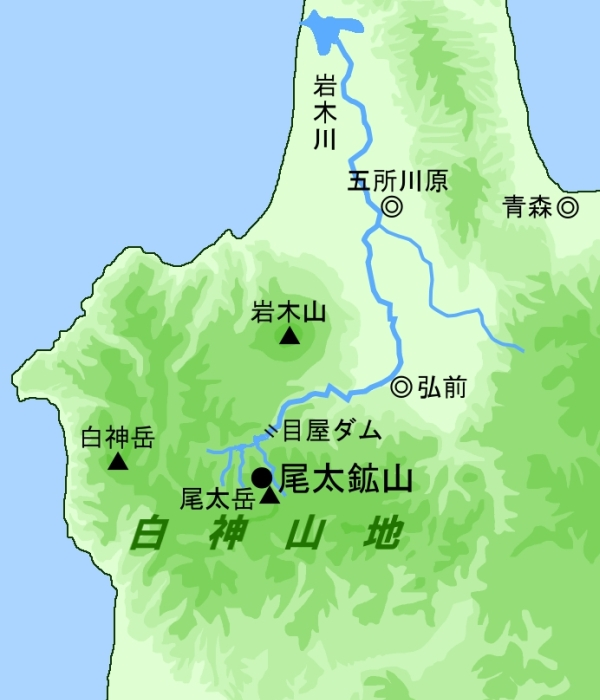
尾太鉱山関連地図

尾太鉱山は青森県と秋田県によこたわる白神山地の東部にある。津軽地方を代表する岩木川の上流には目屋ダム建設によってできた美山湖という人造湖があり、ここで岩木川は暗門川、大沢川などいくつかの支流に分かれている。これらの支流のうち、尾太岳（標高1,083メートル）と陣岳（標高1,049メートル）などの間の険しい谷を北へ流れてくる湯ノ沢川を、美山湖から10キロメートルほど上流へ遡ったあたりが尾太鉱山である。なお、谷をさらに遡ると釣瓶落峠を経て秋田県に出る。

「尾太鉱山」というのは尾太岳の中腹一帯に分布する複数の鉱山の総称である。1950年（昭和25年）頃の記録では、27の鉱山があった。主なものは八光鉱山（鉛鉱山）、地竹ノ沢鉱山、滝ノ沢鉱山（銅山）、朝日沢鉱山、ほった倉<!—変換ミスではない—>鉱山、影ノ沢鉱山などである。採鉱されたのは主に銀・銅・鉛である。1971年（昭和46年）頃が最盛期で、当時は日本で有数の金属鉱山だった。

### 地質
| (9) |
| (8) |
| (7) |
| (6) |
| (5) |
| (4) |
| (3) |
| (2) |
| (1) |

鉱山一帯のうち、鉱脈のある地層はおおむね新第三紀（2,300 - 260万年前）に形成されたものである。その下の基盤はホルンフェルスや変質砂岩からなっており、50メートル以上の厚さがある。これは白神山地では典型的な地層だが、化石に乏しく、詳しい年代はわかっていない。この基盤の上に中新世（2,300 - 500万年前）に形成された様々な層が、約2,200メートルあまりの厚さに積み重なっていて、火成作用によって変成を起こしている。こうした層は付近一帯で楕円形のドーム状に分布しており、谷に沿った断層で露出している。
周辺の地層模式図
- 右表の通り、地表に近い順から。

- (9)表土の堆積物（更新世）
- (8)尾太岳層 厚さ400メートル
- (7)シンザキ沢安山岩類 厚さ500メートル
- (6)火山角礫岩層 厚さ470メートル
- (5)尾太層 厚さ400 - 450メートル
- (4)前の沢層 厚さ160 - 220メートル
- (3)小湯の沢層 厚さ90 - 130メートル
- (2)湯の沢層 厚さ70 - 100メートル
- (1)基盤 厚さ50メートル以上

これらの層のうち、主要な鉱脈となるのは尾太層、それに次ぐのが尾太岳層である。尾太層という名称は坑道内部を標式地として命名されたものである。この層は主に安山岩、石英安山岩質の凝灰岩、火山礫凝灰岩によって形成されており、ところどころに溶岩流による変質安山岩が挟まっている。
鉱脈の成因については、物理化学的な観点で正確に解明されたわけではない。岩木山などの火山が近いことから、おおむね近隣の火山活動の影響によって鉱化作用が働き、熱水鉱床となったものと推測されている。また、尾太層では他の層に比べて堆積の構造が顕著であること、鉱脈が断層面に集中していることなどから、堆積層の形成と断層活動が鉱床の形成との相関関係があるだろうと推測されている。

## 歴史
尾太鉱山に限らず、青森県では鉱山に関する歴史史料に乏しく、古い時代の詳しいことはわかっていない。尾太鉱山について詳しく書かれた江戸期の文献も残されているが、難読のため歴史研究がじゅうぶんに行われていなかった。
伝承では開山は平安初期の807年（大同2年）とされている。ただし具体的な史料に欠き、不詳である。史料が登場するのは17世紀以降となる。 

### 近世
1650年（慶安3年）に銀の採掘が始まったという記録があり、これ以降の開発についてはさまざまな史料が残されている。これから間もない1653年（承応2年）に弘前藩の藩主津軽信義が鉱山を訪れている。こうしたことから、実際にはこの時期よりは早くから鉱山が営まれていただろうと推測されている。岩木川上流の山々は木材を切り出す山になっていたが、尾太鉱山一帯は鉱山経営のために一般人の伐採は禁じられていた。
17世紀 銀山の隆盛
鉱山が本格化したのは延宝期（おおよそ1670年代）とみられている。その頃、尾太鉱山よりも湯ノ沢川の下流側の寒沢山（標高724m）に位置する寒沢銀山が衰退し、かわって尾太鉱山が銀山として本格化した。この時期に大阪から「南蛮鉸り（南蛮絞り）」という精錬技法（灰吹法）が導入されたが、これは北東北地域ではかなり早いものだった。
その頃描かれたとみられる周辺の絵地図が現存しており、「おつふが嶽銀御山」と記されている。この絵図によれば、尾太鉱山一帯は柵で大きく4つのエリアに分けられていた。各地区の入り口には警備の番屋が置かれ、事務所、いくつかの間歩や神社が記されている。神社は伊勢社（一般に天照大神を祀る）、山神社、稲荷社、水神社が描かれており、このうち特に注目されるのが水神社である。山深い鉱山で水神が祀られているのは、採掘や精錬に多くの水を利用していたことと同時に、坑内の湧水に悩まされていたことを示しており、後年の絵図にも複数の水路が描かれている。
尾太は「町」の様相を呈しており、鉱夫、山師、精錬を行う吹屋、燃料となる木炭を調達する炭焼き、炊き出しを行う御台所、商人、役人（山奉行）たちと、その家族が暮らす町家が立ち並んでいた。急増した人口を養うため、鉱山奉行が私費で麓の村（西目屋村の一部）の新田開発を行ったという記録もある。江戸のキリシタンが捕縛されて送り込まれたとか、キリシタンの取り締まりが行われたという記録もある。
1677年（延宝5年）5月18日に大鉱脈が見つかり、年間600-700貫の銀を産出するようになった。この頃に弘前藩内で流通した貨幣は尾太鉱山の銀で鋳られたものである。しかし、ほどなく銀を掘り尽くしてしまった。さらに、銀鉱脈を求めて深く掘り進んだことで湧水が激しくなり、坑道が水没してしまった。貞享年間（1680年代後半）には既に銀山としての価値はほとんどなくなってしまった。
18世紀 銅山の隆盛
出水対策の費用負担が重くなり、藩では銀山の経営をあきらめて御用商人に鉱山開発を請け負わせるようになった。大阪商人、秋田商人、弘前の商人や津軽の山師らが1年毎に入れ替わり鉱山を請け負ったが、大損をして退いたという記録が残されている。それから半世紀ほど経った1734年（享保19年）に、坑道の改良が実を結んで排水に成功し、銅・鉛の有望な鉱脈が見つかった。
生産は一気に進み、年間約440トンもの産出量を誇った。弘前藩は毎年11万貫近い銅鉛を大阪へ廻送するようになり、尾太鉱山は銅山としてのピークを迎えた。尾太の人口は8000人に達し、弘前藩内では本城のある弘前、港町である青森に次ぐ人口規模をもっていた。
銀山のときと同じように、掘り進むほどに湧水が激しくなり、これを排出するために囚人が送り込まれて酷使された。しかしそれと相まって逃散騒ぎも頻発し、その追跡や取り締まりに要する出費がかさむようになって、やがて囚人労働は廃止になった。
明和年間（おおむね1760年代）に銅山は最も栄えたが、やがて銅の産出量の減少、品質の低下がすすみ、これに反比例して出水対策に苦しむようになった。寛政年間（1790年代）には、菅江真澄が何度かこの地を訪れた。『雪の母呂太奇（もろたき）』の中で「此山は、いでは（出羽）にちかくそびへたる銅ほるところ也。オツフの名はもと蝦夷いへるなるべし」と著している一方、『外浜奇勝』では一帯が廃墟のように朽ちている様子が描かれている。文政年間（おおむね1820年代）には、産出量は最盛期の50分の1あまりに落ち込み、人口も10分の1になった。

### 現代
明治維新の動乱にともなって、弘前藩は鉱山を放棄した。1872年（明治5年）の戸数調査では、最寄りの砂子瀬村（のちに目屋ダムの建設で水没）に10名の「金穿り渡世」が記録されており、東北地方からの出稼ぎ鉱夫が住み着いていたことがわかる。1874年（明治7年）に採掘を再開したが、その後鉱業権は転々とし、昭和初期まで幾度か開発が試みられたが事業にはのらなかった。
1952年（昭和27年）、三菱金属鉱業（現在の三菱マテリアル）が鉱山を買収し、のちに現地法人として子会社の「尾富鉱業」を設立した。三菱金属鉱業（尾富鉱業）は、山形県の八谷鉱山を経営しており、そのノウハウや人材を尾太鉱山にも投入し、近代設備を整えて開発が行われた。これによって尾太鉱山は近現代における最盛期を迎えた。
この時期の主要な鉱物は黄銅鉱、方鉛鉱、閃亜鉛鉱、黄鉄鉱、菱マンガン鉱、石英、緑泥石で、銅のほか、鉛、亜鉛、硫化鉄などを生産していた。1971年（昭和46年）にピークを迎え、年産量は銅精鉱4800トン、鉛精鉱4900トン、亜鉛精鉱15200トン、硫化鉄精鉱38000トンなどとなった。この時期の従業者数は355名、坑道の総延長は77kmに及び、日本有数の金属鉱山だった。西目屋村にとっては尾富鉱業だけで村税の3割を占めていた。
地下選鉱場
一般的な鉱山では、坑内で採掘された鉱石を地表で運びだして選鉱を行うのだが、そのためには選鉱前後の鉱石や脈石（ズリ）を集積する場所が必要である。しかし尾太鉱山は白神山地の山中ということで、ただでさえ多雪地域で積雪時の用地や運搬路の維持・確保が容易でなく、しかも鉱山は狭く険しい峡谷にあって用地に乏しい。
そのため、地下の坑道内で鉱石の粉砕を行い、これを坑内から水で押し流して坑道入口まで運ぶという手法がとられた。その過程で流水による選鉱が進むというメリットもあった。このように地下に選鉱場を設けるというのは、尾富鉱業が山形県で経営する八谷鉱山で確立されていた技術である。これによって用地の問題は解決し、効率的な経営が可能となったが、狭い坑内にこれらの設備を設けたことで坑内の環境は悪化した。
さらに、坑道入口から谷が開ける地点まで8kmあまりに及ぶ鋼管を敷設し、選鉱後の鉱石を輸送した。それまでは、狭い谷を抜けて通じる道路や橋が川の氾濫や雪害でしばしば損傷し、その補修や維持が負担になっていたが、それが大きく改善された。

### 閉山
しかしまもなく、鉱山の採掘量の減少と、1973年（昭和48年）のオイルショックによる市況の悪化が相まって、経営は一気に暗転した。尾富鉱業は1978年（昭和53年）8月8日に操業を停止、1年後に閉山となり、数年後に清算して消滅した。鉱山地区は無住となり、西目屋村の人口もピーク時の半数以下に減少した。鉱山の資料は、西目屋村砂子瀬の砂川学習館に展示されている。
川の水質汚染

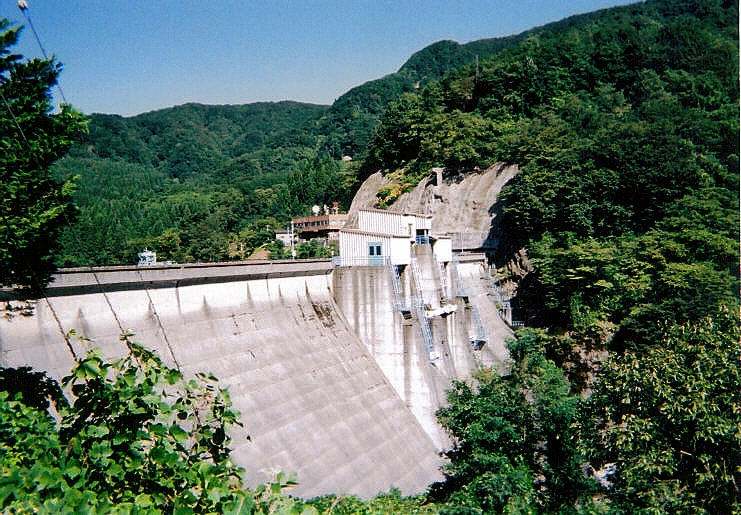
下流の目屋ダム

鉱山の操業中から、重金属を多量に含む尾太鉱山の排水は、湯ノ沢川に流入していた。銅イオンの濃度は一般的な河川の20-30倍以上となり、水産用の水質基準と比べても15-20倍に及び、「生物の棲めない環境」となった。
湯ノ沢川は美山湖（目屋ダム）で岩木川本流に注いでおり、そこでかなり薄まるものの、下流の弘前市街でも銅の含有量は水産用基準を満たさない濃度だった。平川の合流地点付近まで下ると、ようやく基準を僅かに下回る水準だった。汚染は地表を流れる川だけにとどまらず、地下に浸透し、離れた場所の湧き水にも影響を与えた。鉱山から40kmあまり離れた五所川原市では、地下80mから湧く池の水が汚染され、養殖のコイが死滅する事例もあった。
尾太鉱山が閉山になったあとも、坑道内の湧水のほか、周辺のズリ山への雨水や雪融け水が湯ノ沢川へ流入し続けた。青森県では対策として、湯ノ沢川へ鉱滓ダムをいくつも建設し、溜まった鉱滓を引き上げて処理する最終処分場を整備した。
青森県はこれらの施設の建設に数十億円を投じているほか、水処理費に毎年2億4000万円あまりを費やしている。近年も、鉱滓ダムの堆積物による影響で処理場のポンプが停止したり（2013年）、大雨で溢れたりして未処理の廃水が流出する事故（2015年）がたびたび起きている。岩木川の水系は弘前市の上水道水源になっており、その都度、水質調査が行われているが、重大な影響には至っていない。

## 尾太の菱マンガン鉱
尾太鉱山は、もっぱら銀、銅、鉛・亜鉛を産する鉱山だったが、鉱物収集趣味者のあいだでは菱マンガン鉱の産地として世界的に知られていた。
菱マンガン鉱は MnCO3で表されるマンガンの炭酸塩鉱物で、尾太鉱山のような熱水鉱床、特に銀鉱山でしばしば産するものである。マンガンを得るための主要鉱物のひとつではあるが、ローズピンクに発色したものは、鉱業原料としてよりも宝飾物（半貴石）として珍重されている。特にアメリカでは3本指に入る人気のある鉱物とされており、英語では「バラ色」を意味するギリシア語「ῥοδόχρως」から、「ロードクロサイト（Rhodochrosite）」と命名されている。
菱マンガン鉱は、その名が表す通り、一般的に地中から産するものは菱面体状の結晶構造となって現れる。これに対し、尾太鉱山の菱マンガン鉱は粒状・ブドウ状・団塊状になって出てくるのが特徴的で、北海道の稲倉石鉱山と並ぶ日本の代表産地だった。
尾太鉱山が創業していた頃は、菱マンガン鉱を加工した装飾品がこの地域の土産物として流通していた。現在も「Rhodochrosite from Oppu mine」は世界各地の収集家の間で取引されている。このような粒状・団塊状となって出現するマンガン鉱としては、チャレンジャー号探検航海によって1873年に深海の海底から見つかったものが世界的に知られており、もっぱら海底で産出することが経験的に知られていた。しかしその成因などはよくわかっていなかった。

尾太鉱山が1979年に閉山になった後、坑道の入り口には耐圧性の蓋が設けられて圧力密閉され、坑道内の湧水・廃水は坑内に留まるようになった。15年後の1995（平成7）年に坑内の調査を行った際、溜まった廃水の中から粒状、球状、円盤状、小判状などのマンガン団塊が発見された。大きいものでは粒の直径が7.5cmもあり、小さいものも含めると1000個あまりも見つかった。これらのマンガン団塊は、坑道の密閉前は存在しなかったことから、明らかに15年間で生成されたものだった。団塊や、見つかった場所の廃水などの分析から、マンガンを高い濃度で含む水中において、なんらかのバクテリア活動の影響で生成されたものと推測されている。確実に解明されたわけではないが、マリモと同じように、微生物がつくるコロイド状の水の中で浮遊したり回転しながら球状に成長したものと推定されている。

### ギャラリー

尾太鉱山産の菱マンガン鉱
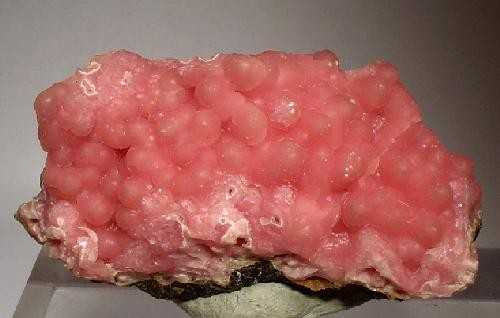
ブドウ状の菱マンガン鉱
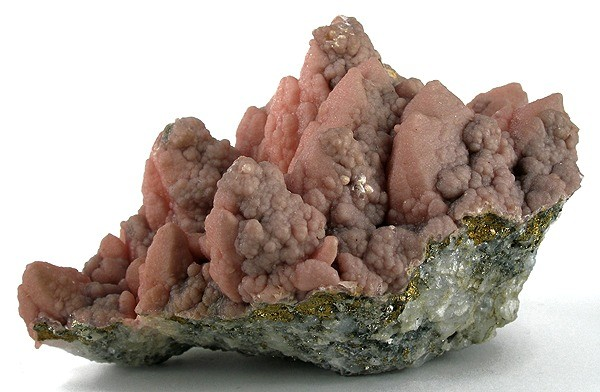
菱マンガン鉱に覆われた水晶
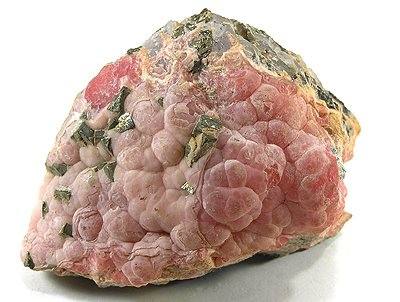
菱マンガン鉱と黄鉄鉱の鉱石
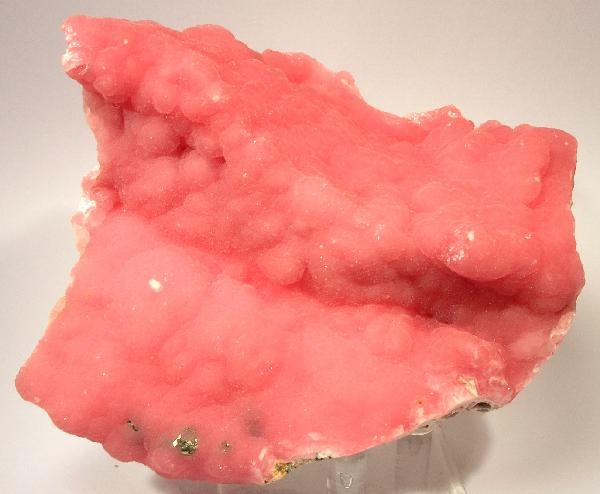
数個の黄鉄鉱の結晶を伴う鉱石
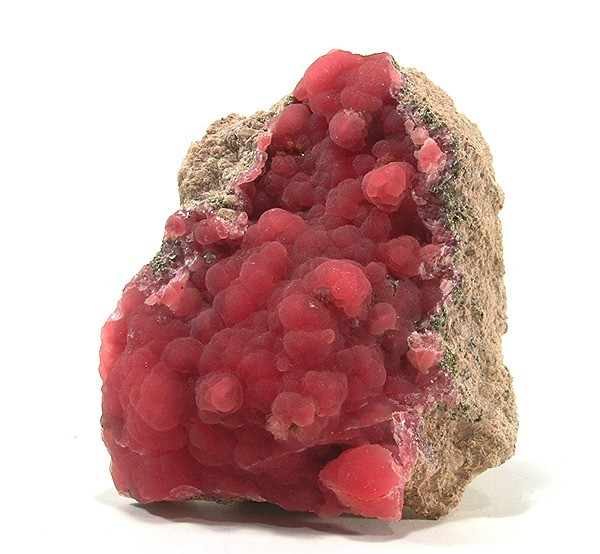
19世紀後半から20世紀初頭のものとみられる鉱石
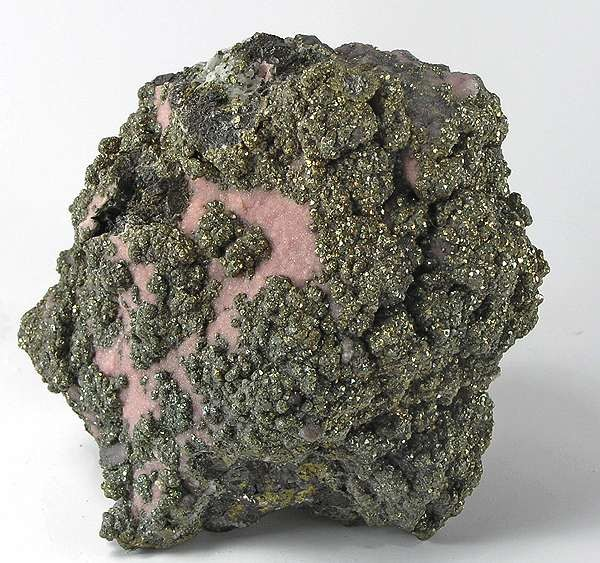
黄鉄鉱に覆われた菱マンガン鉱
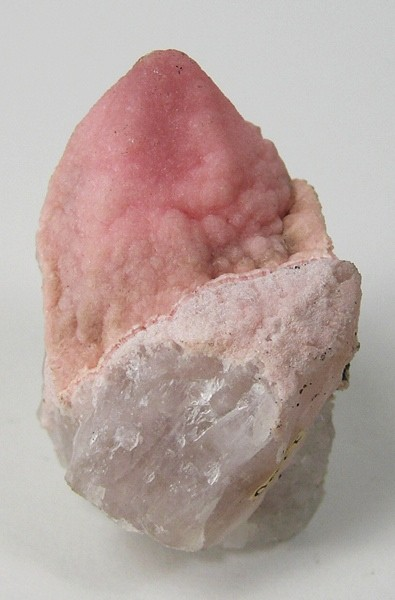
水晶を覆う菱マンガン鉱
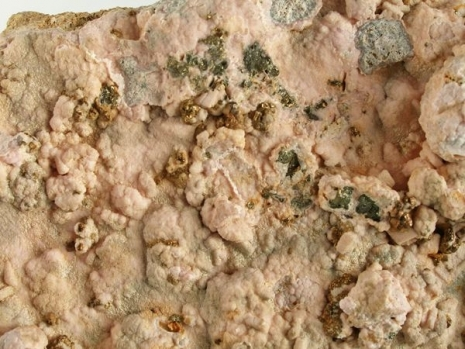
黄鉄鉱を伴う菱マンガン鉱
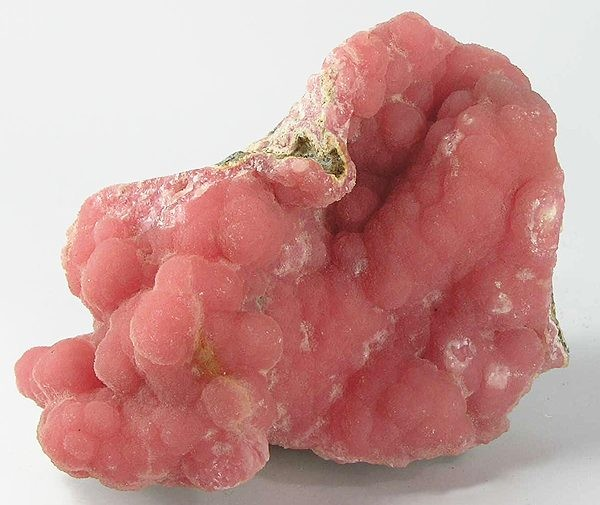
50-150年前のものとされるもの
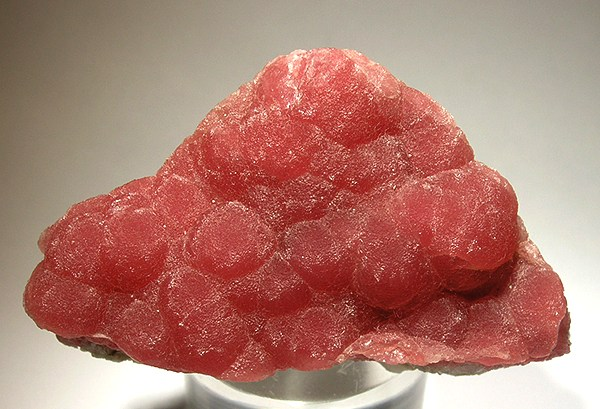
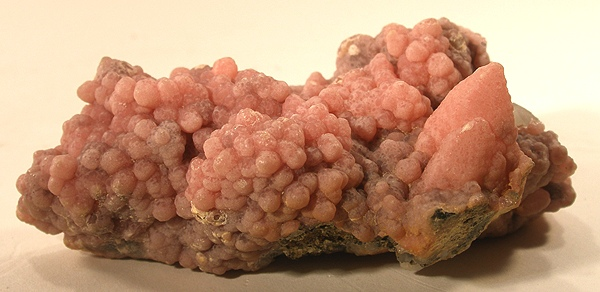

## 逸話
開山伝説
近代に鉱山経営を行っていた尾太鉱業所では、大同2年の開山説を紹介していた。「東奥日報」では、口伝として奈良時代の開山説があるとした上で、尾太鉱山の銅が奈良の大仏の造営（750年頃）に用いられたとする伝承を紹介している。
しかしこの伝承は史料を欠いている。『続日本紀』（797年成立）では749年（天平21年）に陸奥国産の砂金が献上されたという記録があるが、これは小田郡（現在の宮城県東部）が産地と記録されており、近年の現地（黄金山神社付近）の遺跡調査の結果もそれを裏付けている。
地元には鉱山発見にまつわる「物語」が伝えられている。これによれば、下流の村人が山中で昼食をとろうと握り飯を取り出したところ、サルに奪われてしまい、追いかけて沢を遡ったところ、川床が光っているのを見つけた、とされている。この逸話は江戸期鉱山責任者の著作とされる『山機録』に採録されている。
高度成長期の隆盛
1960年代には、鉱山地区の人口は1500人ほどで、西目屋村の人口の3割が集中する最大の集落になっていた。スーパーマーケットの進出が弘前市内より早かったとか、バイクの保有率が青森県内で1位だったといった逸話も伝えられている。
地元の地方紙である東奥日報は、当時の鉱山労働者の回顧として、「弘前で1万円札を持っているのは鉱山関係者だけと言われた」とのエピソードを紹介している。